# アレックス・アーサー
アレックス・アーサー・ジュニア（Alex Arthur Jr.、1978年6月26日 - ）は、イギリス・スコットランドの男性プロボクサー。元WBO世界スーパーフェザー級暫定王者。「Amazing（驚嘆すべき）」の異名を持つ。

## 来歴
2000年11月25日、マンチェスターでプロデビュー。
2002年3月11日、無敗のままIBFインターコンチネンタルスーパーフェザー級王座を獲得した。
2002年6月8日、空位のWBOインターコンチネンタルスーパーフェザー級王座を獲得、
2002年10月19日、BBBofC英国スーパーフェザー級王座も獲得した。
2003年3月22日、WBAインターコンチネンタルスーパーフェザー級王座を獲得した。その後、アイリッシュ・トラベラーズでマンチェスター在住のボクサーマイケル・ゴメスとのBBBofC英国スーパーフェザー級タイトルマッチ並びにWBAインターコンチネンタルスーパーフェザー級タイトルマッチが決まり、両者の舌戦なども手伝ってスコットランドでは大いに盛り上がった。結果は3度ダウンを奪われて自身初黒星となる5回2分58秒TKO負けを喫し、BBBofC英国王座並びにWBAインターコンチネンタル王座から陥落した。
2004年3月27日、再度IBFインターコンチネンタル王座を獲得。
2005年4月8日、BBBofC英国スーパーフェザー級王座を再獲得、コモンウェルスイギリス連邦スーパーフェザー級王座を獲得した。
2005年7月23日、EBU欧州スーパーフェザー級王座を獲得した。その後BBBofC英国スーパーフェザー級王座は1度、コモンウェルスイギリス連邦スーパーフェザー級王座は1度、EBU欧州スーパーフェザー級王座は3度防衛した。
2007年7月21日、初の世界挑戦で、WBO世界スーパーフェザー級暫定王座を獲得した。
同王座を1度防衛後の2008年5月15日、正規王者ホアン・グズマンの王座返上に伴い正規王座認定を受け正規王者に認定された。
2008年9月6日、ニッキー・クックに12回0-3（112-117、111-117、114-115）の判定負けを喫して王座から陥落した。

## 獲得タイトル
- IBFインターコンチネンタルスーパーフェザー級王座
- WBOインターコンチネンタルスーパーフェザー級王座
- WBAインターコンチネンタルスーパーフェザー級王座
- BBBofC英国スーパーフェザー級王座
- コモンウェルスイギリス連邦スーパーフェザー級王座
- EBU欧州スーパーフェザー級王座
- WBO世界スーパーフェザー級暫定王座（防衛1）
- 第14代WBO世界スーパーフェザー級王座（防衛0）